# Cryptotrochus carolinensis
Cryptotrochus carolinensis is een rifkoralensoort uit de familie van de Turbinoliidae. De wetenschappelijke naam van de soort is voor het eerst geldig gepubliceerd in 1988 door Cairns.